# 埃里卡·希尔
埃里卡·安托瓦内特·希尔（英语：Erika Antoinette Hill）是一名15岁的美国女孩，于2007年2月在威斯康星州菲奇堡被谋杀，其遭损坏的尸体于2007年2月26日在印第安纳州加里被发现，身份直到2015年才被确认。她的养母泰林·希尔被控怂恿杀人罪，后认罪被判处20年监禁。

## 背景
埃里卡·希尔出生于1992年，她的养母泰林·希尔（也被称为“米妮”或“玛丽”）住在威斯康星州菲奇堡。埃里卡生母是泰林·希尔的表亲，有滥用药物史，并放弃女儿的监护权，于2009年去世。养母曾经殴打埃里卡和她照顾的其他孩子，几年来几乎每天都在进行。对泰林·希尔的虐待指控调查在2000到2005年间进行，直至当局无法联系泰林为止。

## 死亡
埃里卡在遭受虐待和饥饿之后于2007年2月去世。据传，泰林把她的姐姐和女儿叫到家里，给她们看埃里卡在浴室里的尸体。第二天，泰林强迫她们和其他家庭成员把尸体带到地下室的冰柜里。埃里卡曾遭到刺伤和殴打，并被布堵嘴导致窒息。为了妨碍身份识别，她的一些牙齿遭到损害，泰林还用“廉价”的衣服修复埃里卡的尸体。希尔一家开车把尸体运到芝加哥，泰林在立交桥下焚烧尸身后开车回家，由于泰林害怕会导致“老人心脏病发作”，只好回去将尸体残骸扔到印第安纳州的加里市。泰林照顾的许多儿童因害怕报复没有说出来，其中一人否认了泰林的虐待指控。
在埃里卡失踪后，泰林称埃里卡已经回到她的家乡伊利诺伊州乔利埃特，由她的姑姑照顾，后者于2001年去世。

## 发现
2007年2月26日，两名男子向警方报告说在加里一栋空置楼入口处看到疑似烧焦的腿。受害者很可能在一天前已经死亡，死后尸体在被放火焚烧，不像是原地烧毁。
身体的身材娇小，身高在5英尺4至6英寸，重102磅，被错估在十六岁到二十五岁之间，死亡日期也被错估在二十四小时前。面部和身体的几个部位发现170多条疤痕，由于疤痕处于不同的愈合期，因此可能是在不同的时间造成，发型是玉米垄发型。由于尸体状况，她的眼睛和衣服的颜色（粉红色内衣除外）无法确定。
由于尸体状况，无法通过外观进行身份识别。国家失踪和被虐待儿童中心制作三张受害者的描绘图，一张是她被发现时，另外两张是2014年的正面和侧面图像。

## 鉴定和审判
尸体的真实身份于2015年被确认。2015年8月7日，泰林·希尔的女儿在互联网上查到与埃里卡相符的不明尸体后联系印第安纳州加里的警方。她承认国家失踪和被虐待儿童中心制作的三张描绘图是很相似。她决定在在治疗期后联系当局，声称想结束“虐待模式”。
泰林于2015年9月14日被捕，并被控一级怂恿杀人罪和六项虐待儿童罪。据报道，泰林·希尔在审讯期间被自杀监视。她的保证金为50万美元。初步听证会于9月22日举行。
泰林·希尔曾在1998至2004年间担任特殊教育教师，在2006年因休假没有回来而失去职位。她在2013年作为替补老师回来受雇，直到学区让她休假时被起诉。被起诉后，许多社区成员感到惊讶，因为人们通常认为泰林为人善良，从不在别人面前虐待孩子。然而，泰林·希尔的家人声称他们一直知道希尔的性格“有问题”。
2016年7月，泰林·希尔承认三项减刑指控，包括忽视儿童和虐待儿童。2016年11月7日，她因导致埃里卡死亡而被判处20年监禁。